# Choquinha-de-coroa-listrada
Formigueirinho-de-garganta-amarela ou choquinha-de-coroa-listrada (Myrmotherula ambigua) é uma espécie de ave da família Thamnophilidae.
Pode ser encontrada nos seguintes países: Brasil, Colômbia e Venezuela.
Os seus habitats naturais são: florestas subtropicais ou tropicais húmidas de baixa altitude.